# Kenji Shimizu
Kenji Shimizu (清水 健二?, Shimizu Kenji; Fukuoka, 1940) è un artista marziale giapponese, è maestro e fondatore dello stile di aikidō Tendoryu (天道流).

## Biografia
Sin da bambino ha praticato il judo raggiungendo il 4º dan passando poi alla pratica dell'aikido nel 1963. È diventato uno degli ultimi UCHI-DESHI (allievo diretto) del fondatore dell'aikido Morihei Ueshiba. Dopo la morte di Ueshiba avvenuta nel 1969, Shimizu, già 7º dan di aikido, ha fondato la propria scuola a Tōkyō chiamandola Tendoryu (Scuola della via del cielo).
Il Tendoryu Aikido si caratterizza per i suoi movimenti ampi e morbidi, enfatizzandone armonia e naturalezza.
Dal 1978, Shimizu ha tenuto regolarmente seminari in Germania e in altri paesi d'Europa. Nel 1993, in Germania, è stata fondata la Tendoryu Society .
Nel 1998 ha ricevuto il grado di 8º dan di aikido dalla Japanese Budo Federation ed è coautore, insieme a Shigeo Kamata, del libro intitolato Zen and Aikido (ISBN 4-900586-13-7).
Il 16 luglio 2002 ha ricevuto un riconoscimento dal Ministro degli Esteri giapponese, per il suo impegno nella diffusione dell'aikido all'estero. Nello stesso anno è stato invitato al party autunnale nei giardini del Palazzo imperiale di Akasaka, Tōkyō.